# Number 1 (Tinchy Stryder)
Number 1 è una canzone scritta da Tinchy Stryder, N-Dubz e Fraser T. Smith. Il brano è stato pubblicato nel Regno Unito il 20 aprile 2009 ed è il terzo singolo estratto dall'album di Tinchy Stryder Catch 22. Il video del brano è stato diretto da Emil Nava e prodotto da Ben Pugh.

## Tracce
UK CD Single
1. "Number 1" (Radio Edit) - 3:36
2. "Number 1" (Bimbo Jones Remix) - 3:15
3. "Number 1" (Remix feat. Kano) - 3:34
4. "Stuck On My Mind" - 3:46

UK Digital Download
1. "Number 1" (Original)- 3:35
2. "Number 1" (Remix) [feat. Kano] - 3:34
3. "Number 1" (Bimbo Jones Remix) - 3:15
4. "Number 1" (Hypasonic Remix) - 5:41

## Classifiche
| Classifica (2007)         | Posizione raggiunta |
| ------------------------- | ------------------- |
| Danimarca                 | 37                  |
| Eurochart Hot 100 Singles | 6                   |
| Irlanda                   | 1                   |
| Russia                    | 3                   |
| Official Singles Chart    | 1                   |
| UK R&B Chart              | 1                   |